# Pala Paul
Pala Paul(ur. 25 lipca 1999 w Port Moresby) – papuański piłkarz grający na pozycji napastnika w klubie Port Moresby Strikers oraz reprezentacji Papui-Nowej Gwinei. W  swojej karierze grał także w PRK Komara Gulf. W kadrze narodowej zadebiutował 21 marca 2022 w meczu eliminacji MŚ 2022 z Nową Kaledonią. Został powołany na Puchar Narodów Oceanii 2024, gdzie zdobył gola przeciwko Tahiti.